# Multipolentwicklung
Die Multipolentwicklung ist in der Physik ein Verfahren zur Lösung der Poisson-Gleichung in drei Raumdimensionen, bei der die Lösungsfunktion als Laurent-Reihe entwickelt wird. Die Entwicklungskoeffizienten dieser Laurent-Reihe heißen Multipolmomente. Sie wird hauptsächlich in der Elektrostatik und der Magnetostatik verwendet, kann aber auf jedes andere Gebiet der Physik, in dem die Poisson-Gleichung auftritt, verallgemeinert werden.
Die Motivation der Multipolentwicklung liegt darin, das Verhalten von elektrischem Potential und magnetischem Vektorpotential (oder beliebigen anderen Potentialen wie dem Gravitationspotential) in großer Entfernung von Ladungen oder Strömen zu betrachten. Dazu wird angenommen, dass diese das Potential induzierenden Ladungen oder Ströme nur auf einen kleinen Bereich des Raumes beschränkt sind, und die Greensche Funktion des Laplace-Operators, der in der Poisson-Gleichung auftritt, als Taylor-Reihe entwickelt.

## Grundlagen
Die Poisson-Gleichung lässt sich allgemein als
{\displaystyle \Delta \phi ({\vec {r}})=-f({\vec {r}})}
schreiben, wobei {\displaystyle \Delta } der Laplace-Operator, {\displaystyle f} eine Dichte und {\displaystyle \phi } ein Potential ist (das Minus ist Konvention). Die formale Lösung dieser Gleichung ist:
{\displaystyle \phi ({\vec {r}})={\frac {1}{4\pi }}\int \mathrm {d} ^{3}{\vec {r}}'{\frac {f({\vec {r}}')}{|{\vec {r}}-{\vec {r}}'|}}}
Ist {\displaystyle f({\vec {r}})} in einem Volumen lokalisiert, kann für Orte {\displaystyle {\vec {r}}}, die weit außerhalb dieses Volumens liegen, {\displaystyle r\gg r'}, der Bruch in einer Taylor-Reihe in {\displaystyle {\vec {r}}'} um {\displaystyle {\vec {r}}'=0} entwickelt werden:
{\displaystyle {\frac {1}{\left|{\vec {r}}-{\vec {r}}'\right|}}=\sum _{n=0}^{\infty }{\frac {1}{n!}}\left({\vec {r}}'\cdot {\vec {\nabla }}'\right)^{n}\left.{\frac {1}{\left|{\vec {r}}-{\vec {r}}'\right|}}\right|_{{\vec {r}}'=0}}
Dabei bedeutet {\displaystyle {\vec {\nabla }}'}, dass der Nablaoperator {\displaystyle {\vec {\nabla }}} nur auf die gestrichenen Koordinaten {\displaystyle {\vec {r}}'} und nicht auf {\displaystyle {\vec {r}}} wirkt. Nach Bilden der Ableitungen wird diese an der Stelle {\displaystyle {\vec {r}}'=0} ausgewertet. Durch Umformen erhält man:
{\displaystyle {\frac {1}{\left|{\vec {r}}-{\vec {r}}'\right|}}=\sum _{n=0}^{\infty }{\frac {1}{n!}}\left(-{\vec {r}}'\cdot {\vec {\nabla }}\right)^{n}{\frac {1}{r}}}
Aus dimensionalen Überlegungen ergibt sich, dass jeder Term in der Taylor-Reihe in {\displaystyle {\vec {r}}'} zu einem Term {\displaystyle r^{-1}} im Hauptteil der Laurent-Reihe in {\displaystyle r} führt. Mit anderen Worten, mit zunehmendem Abstand vom betrachteten Volumen, werden die höheren Ordnungen der Multipolmomente immer vernachlässigbarer, da sie immer stärker abfallen. 
Die genaue Form der Entwicklung und der Multipole hängt davon ab, in welchem Koordinatensystem sie betrachtet werden.

### Kartesische Multipolentwicklung
Bei der kartesischen Multipolentwicklung wird die Entwicklung in kartesischen Koordinaten durchgeführt. Dort ist 
{\displaystyle {\vec {r}}'\cdot {\vec {\nabla }}=r'_{i}\partial _{i}},
wobei Einsteinsche Summenkonvention verwendet wird. Dann muss bei einem Summanden {\displaystyle n}-ter Ordnung ein Tensor {\displaystyle n}-ter Stufe, nämlich {\displaystyle \textstyle \prod _{k=1}^{n}\partial _{i_{k}}{\frac {1}{r}}} berechnet werden:
{\displaystyle {\begin{aligned}{\frac {1}{\left|{\vec {r}}-{\vec {r}}'\right|}}&={\frac {1}{r}}-r'_{i}\partial _{i}{\frac {1}{r}}+{\frac {1}{2}}r'_{i}r'_{j}\partial _{i}\partial _{j}{\frac {1}{r}}+{\mathcal {O}}(r'^{3})\\&={\frac {1}{r}}+r'_{i}{\frac {r_{i}}{r^{3}}}+{\frac {1}{2}}r'_{i}r'_{j}{\frac {3r_{i}r_{j}-r^{2}\delta _{ij}}{r^{5}}}+{\mathcal {O}}(r'^{3})\end{aligned}}}
Das Symbol {\displaystyle \delta _{ij}} repräsentiert das sogenannte Kronecker-Delta.  
Die formale Lösung {\displaystyle \phi ({\vec {r}})} der Poisson-Gleichung, ist unter Verwendung der Identität {\displaystyle r'_{i}r'_{j}r^{2}\delta _{ij}=r'^{2}r_{i}r_{j}\delta _{ij}} wie folgt darstellbar:
{\displaystyle {\begin{aligned}\phi ({\vec {r}})&={\frac {1}{4\pi }}{\bigg [}{\frac {1}{r}}\underbrace {\int f({\vec {r}}')\,\mathrm {d} ^{3}{\vec {r}}'} _{\text{Monopol-}}+{\frac {r_{i}}{r^{3}}}\underbrace {\int \mathrm {d} ^{3}{\vec {r}}'\,r'_{i}f({\vec {r}}')} _{\text{Dipol-}}+{\frac {1}{2}}{\frac {r_{i}r_{j}}{r^{5}}}\underbrace {\int \mathrm {d} ^{3}{\vec {r}}'\,\left(3r'_{i}r'_{j}-r'^{2}\delta _{ij}\right)f({\vec {r}}')} _{\text{Quadrupolmoment}}+\dots {\bigg ]}\\&={\frac {1}{4\pi }}\left[{\frac {1}{r}}q+{\frac {r_{i}}{r^{3}}}p_{i}+{\frac {1}{2}}{\frac {r_{i}r_{j}}{r^{5}}}Q_{ij}+\dots \right]\end{aligned}}}

### Sphärische Multipolentwicklung
In der sphärischen Multipolentwicklung wird nicht in den einzelnen Koordinaten entwickelt, sondern im Abstand. Dazu wird der Term in Kugelkoordinaten umgeschrieben. Es ist
{\displaystyle {\vec {r}}'\cdot {\vec {\nabla }}'=r'\partial _{r'}}
und
{\displaystyle {\frac {1}{|{\vec {r}}-{\vec {r}}'|}}={\frac {1}{r}}{\frac {1}{\sqrt {1+{\frac {r'^{2}}{r^{2}}}-2{\frac {r'}{r}}\cos(\theta -\theta ')}}}}.
Da dies die erzeugende Funktion der Legendre-Polynome {\displaystyle P_{l}} ist, kann die Entwicklung damit geschlossen angegeben werden:
{\displaystyle {\frac {1}{|{\vec {r}}-{\vec {r}}'|}}=\sum _{l=0}^{\infty }P_{l}(\cos(\theta -\theta ')){\frac {r'^{l}}{r^{l+1}}}={\frac {1}{r}}+\cos(\theta -\theta '){\frac {r'}{r^{2}}}+{\frac {1}{2}}(3\cos ^{2}(\theta -\theta ')-1){\frac {r'^{2}}{r^{3}}}+{\mathcal {O}}(r'^{3})}
Mithilfe des Additionstheorems für Kugelflächenfunktionen lässt sich das Legendre-Polynom in {\displaystyle \cos(\theta -\theta ')} als Summe über Kugelflächenfunktionen {\displaystyle Y_{lm}} schreiben und damit in {\displaystyle \theta } und {\displaystyle \theta '} entkoppeln:
{\displaystyle P_{l}(\cos(\theta -\theta '))={\frac {4\pi }{2l+1}}\sum _{m=-l}^{l}Y_{lm}^{*}(\theta ',\varphi ')Y_{lm}(\theta ,\varphi )}
Das Einsetzen in die Gleichung für {\displaystyle \phi } führt zu:
{\displaystyle \phi ={\frac {1}{4\pi }}\sum _{l=0}^{\infty }\sum _{m=-l}^{l}{\sqrt {\frac {4\pi }{2l+1}}}Y_{lm}(\theta ,\varphi ){\frac {1}{r^{l+1}}}\int \mathrm {d} ^{3}{\vec {r}}'{\sqrt {\frac {4\pi }{2l+1}}}Y_{lm}^{*}(\theta ',\varphi ')f({\vec {r}}')r'^{l}}
Das sphärische Multipolmoment {\displaystyle q_{lm}} ist dann definiert als
{\displaystyle q_{lm}=\int \mathrm {d} ^{3}{\vec {r}}'{\sqrt {\frac {4\pi }{2l+1}}}Y_{lm}^{*}(\theta ',\varphi ')f({\vec {r}}')r'^{l}}.
Durch Koeffizientenvergleich sieht man, dass der Term {\displaystyle l=0} dem Monopolmoment entspricht, der Term {\displaystyle l=1} dem Dipolmoment usw.

### Umrechnung
Die Umrechnung zwischen kartesischen und sphärischen Multipolmomenten erfolgt, indem die Kugelflächenfunktionen in kartesischen Koordinaten ausgedrückt werden. Für das Monopolmoment erhält man 
{\displaystyle q_{00}=q}
und für die drei Dipolmomente
{\displaystyle q_{10}=p_{3}\quad q_{1\pm 1}={\frac {\mp p_{1}+\mathrm {i} p_{2}}{\sqrt {2}}}}.
Für höhere Momente ist die Umrechnung nichttrivial, da in der sphärischen Multipolentwicklung {\displaystyle 2l+1} Terme auftreten, der korrespondierende Tensor jedoch {\displaystyle 3^{l}} Komponenten hat. Da die Anzahl der Freiheitsgrade unabhängig vom Koordinatensystem sein muss, sieht man dadurch, dass nicht alle kartesischen Multipolmomente unabhängig voneinander sind. Unter anderem ist der Quadrupoltensor symmetrisch und spurfrei, was die Freiheitsgrade einschränkt. Da die Anzahl der sphärischen Multipolmomente nur linear anwächst und die der kartesischen exponentiell, ist für höhere Momente die Angabe der kartesischen Multipolmomente nicht zweckdienlich.

## Anwendungen

### Elektrostatik
In der Elektrostatik lässt sich die Poisson-Gleichung für das Potential aus der ersten Maxwell-Gleichung ableiten. In der Coulomb-Eichung lautet sie
{\displaystyle \Delta \phi =-{\frac {\rho }{\varepsilon _{0}}}}
mit dem elektrischen Potential {\displaystyle \phi }, der (elektrischen) Ladungsdichte {\displaystyle \rho } und der elektrischen Feldkonstante {\displaystyle \varepsilon _{0}}. Die ersten drei Momente des elektrostatischen Potentials sind die Gesamtladung {\displaystyle Q}, das elektrische Dipolmoment {\displaystyle {\vec {p}}} und die Quadrupolmomente {\displaystyle Q_{ij}}. 

### Magnetostatik
In der Magnetostatik führen die Maxwell-Gleichungen in Coulomb-Eichung zu Poisson-Gleichungen für das Vektorpotential {\displaystyle {\vec {A}}}
{\displaystyle \Delta {\vec {A}}=-\mu _{0}{\vec {j}}}
mit der elektrischen Stromdichte {\displaystyle {\vec {j}}} und der Permeabilität des Vakuums {\displaystyle \mu _{0}}. Der magnetische Monopol verschwindet, da in einer räumlich lokalisierten Stromverteilung immer genauso viel hinein wie hinaus fließt. Der Term führender Ordnung ist daher das magnetische Dipolmoment. Um die Tensorstruktur im Dipolmoment zu vereinfachen, kann die Identität
{\displaystyle r_{i}\int \mathrm {d} ^{3}{\vec {r}}'\,r'_{i}j_{n}({\vec {r}}')=-{\frac {1}{2}}\varepsilon _{lkn}r_{l}\int \mathrm {d} ^{3}{\vec {r}}'\,\varepsilon _{ijk}r'_{i}j_{j}}
verwendet werden. Damit wird
{\displaystyle {\vec {A}}=\mu _{0}{\frac {{\vec {\mu }}\times r}{r^{3}}}+{\mathcal {O}}(r^{-3})}
mit dem magnetischen Dipolmoment
{\displaystyle {\vec {\mu }}={\frac {1}{2}}\int \mathrm {d} ^{3}{\vec {r}}'\,{\vec {r}}'\times {\vec {j}}({\vec {r}}')}.

### Gravitation
In der Gravitation ergibt es sich, dass keine negativen Massen als Ladungen existieren. Dennoch können formal gravitative Multipole definiert werden. Beginnend mit der Poisson-Gleichung aus dem Newtonschen Gravitationsgesetz
{\displaystyle \Delta \Phi =-4\pi G\rho }
mit der Gravitationskonstante {\displaystyle G} und der Massendichte {\displaystyle \rho } ist der gravitative Monopol die Gesamtmasse {\displaystyle M} und der gravitative Dipol der Massenmittelpunkt {\displaystyle {\vec {r}}_{S}}. 